# CDKN1B
CDKN1B (англ. Cyclin dependent kinase inhibitor 1B) – білок, який кодується однойменним геном, розташованим у людей на короткому плечі 12-ї хромосоми. Довжина поліпептидного ланцюга білка становить 198 амінокислот, а молекулярна маса — 22 073.
| 10         |  | 20         |  | 30         |  | 40         |  | 50         |
| ---------- |  | ---------- |  | ---------- |  | ---------- |  | ---------- |
| MSNVRVSNGS |  | PSLERMDARQ |  | AEHPKPSACR |  | NLFGPVDHEE |  | LTRDLEKHCR |
| DMEEASQRKW |  | NFDFQNHKPL |  | EGKYEWQEVE |  | KGSLPEFYYR |  | PPRPPKGACK |
| VPAQESQDVS |  | GSRPAAPLIG |  | APANSEDTHL |  | VDPKTDPSDS |  | QTGLAEQCAG |
| IRKRPATDDS |  | STQNKRANRT |  | EENVSDGSPN |  | AGSVEQTPKK |  | PGLRRRQT   |

A: Аланін

C: Цистеїн

D: Аспарагінова кислота

E: Глутамінова кислота

F: Фенілаланін

G: Гліцин

H: Гістидин

I: Ізолейцин

K: Лізин

L: Лейцин

M: Метіонін

N: Аспарагін

P: Пролін

Q: Глутамін

R: Аргінін

S: Серин

T: Треонін

V: Валін

W: Триптофан

Кодований геном білок за функцією належить до фосфопротеїнів. 
Задіяний у такому біологічному процесі, як клітинний цикл. 
Локалізований у цитоплазмі, ядрі, ендосомах.